# Steve Guy
Steve Guy, né le 15 mars 1959 à Wellington, est un ancien joueur de tennis professionnel néo-zélandais.

## Carrière
Il a remporté deux tournois Challenger en simple : Singapour en 1988 et Thessalonique en 1989, et cinq en double : Kuala Lumpur et Hong Kong en 1989, Singapour en 1990, Jérusalem et Manille en 1992.
Sur le circuit ATP, il a remporté l'Open d'Auckland en double en 1989 avec le japonais Shuzo Matsuoka, tandis qu'en simple, il a atteint à quatre reprises les quarts de finale d'un tournoi ATP.
Il a participé aux Jeux olympiques d'été de 1988 où il a été éliminé au premier tour des qualifications de la zone Asie/Océanie par l'israélien Shahar Perkiss.
Il a joué 10 matchs au sein de l'Équipe de Nouvelle-Zélande de Coupe Davis. Il a notamment participé la rencontre face à la Hongrie en barrages en 1989 qui a permis à son équipe d'accéder au groupe mondial. En 1990, il joue le match de double lors du 1er tour au côté de Kelly Evernden mais ils s'inclinent face à Slobodan Živojinović et Goran Ivanišević en 4 sets.

## Palmarès

### Titre en double (1)
- 1989 : Auckland (avec Shuzo Matsuoka)

## Parcours dans les tournois duGrand Chelem

### En simple
| Année | Open d'Australie | Open d'Australie | Internationaux de France | Internationaux de France | Wimbledon | Wimbledon | US Open | US Open |
| ----- | ---------------- | ---------------- | ------------------------ | ------------------------ | --------- | --------- | ------- | ------- |
| 1987  | 1er tour (1/64)  | B. Schultz       | —                        | —                        | —         | —         | —       | —       |
| 1988  | 1er tour (1/64)  | P. Doohan        | —                        | —                        | —         | —         | —       | —       |
| 1989  | 1er tour (1/64)  | B. Becker        | —                        | —                        | —         | —         | —       | —       |

N.B. : à droite du résultat se trouve le nom de l'ultime adversaire.

### En double
| Année | Open d'Australie            | Open d'Australie            | Internationaux de France | Internationaux de France | Wimbledon | Wimbledon | US Open | US Open |
| ----- | --------------------------- | --------------------------- | ------------------------ | ------------------------ | --------- | --------- | ------- | ------- |
| 1988  | 2e tour (1/16) B. Derlin    | P. Annacone C. van Rensburg | —                        | —                        | —         | —         | —       | —       |
| 1989  | 1er tour (1/32) S. Matsuoka | P. Doohan L. Warder         | 1er tour (1/32) B. Dyke  | J. Grabb P. McEnroe      | —         | —         | —       | —       |
| 1990  | 1er tour (1/32) B. Derlin   | T. Woodbridge S. Youl       | —                        | —                        | —         | —         | —       | —       |
| 1991  | 1er tour (1/32) S. Edberg   | J. Arias G. Layendecker     | —                        | —                        | —         | —         | —       | —       |

N.B. : le nom du ou de la partenaire se trouve sous le résultat ; le nom des ultimes adversaires se trouve à droite.